# Germ Hofma
Gerben (Germ) Hofma (Sittard, 19 april 1925 – Doetinchem, 14 oktober 2018) was een Nederlands voetballer die als linksbuiten speelde voor Heerenveen en het Nederlands elftal.

## Clubcarrière
Hofma komt in 1945 als twintigjarige van DIO Oosterwolde, waar hij op zijn vijftiende al in het eerste speelt, naar Heerenveen. Samen met Abe Lenstra vormt hij daar in het eerste elftal een fameuze linkervleugel. Als linksbuiten munt Hofma uit door zijn snelheid. Zijn uitverkiezing voor de twee interlands in juni 1950 dankt hij ongetwijfeld aan de legendarische wedstrijd op 7 mei 1950 van Heerenveen tegen Ajax, waarin de thuisclub een 5–1 achterstand in het laatste half uur omzet in een 6–5 zege. Hofma scoorde de 5–5.
| Seizoen | Club            | Land      | Competitie                 | Wedstrijden     | Goals           |
| ------- | --------------- | --------- | -------------------------- | --------------- | --------------- |
| 1940/41 | DIO Oosterwolde | Nederland | Derde klasse               | –               | –               |
| 1941/42 | DIO Oosterwolde | Nederland | Derde klasse               | –               | –               |
| 1942/43 | DIO Oosterwolde | Nederland | Derde klasse               | –               | –               |
| 1943/44 | DIO Oosterwolde | Nederland | Geen competitie            | Geen competitie | Geen competitie |
| 1944/45 | DIO Oosterwolde | Nederland | Geen competitie            | Geen competitie | Geen competitie |
| 1945/46 | Heerenveen      | Nederland | Eerste klasse              | –               | –               |
| 1946/47 | Heerenveen      | Nederland | Eerste klasse              | –               | –               |
| 1947/48 | Heerenveen      | Nederland | Eerste klasse              | –               | –               |
| 1948/49 | Heerenveen      | Nederland | Eerste klasse              | –               | –               |
| 1949/50 | Heerenveen      | Nederland | Eerste klasse              | –               | –               |
| 1950/51 | Heerenveen      | Nederland | Eerste klasse              | –               | –               |
| 1951/52 | Heerenveen      | Nederland | Eerste klasse              | –               | –               |
| 1952/53 | Heerenveen      | Nederland | Eerste klasse              | –               | –               |
| 1953/54 | Heerenveen      | Nederland | Eerste klasse              | –               | –               |
| 1954/55 | Heerenveen      | Nederland | Eerste klasse (Afgebroken) | –               | 1               |
| 1954/55 | Heerenveen      | Nederland | Eerste klasse              | –               | 8               |
| 1955/56 | Heerenveen      | Nederland | Eerste klasse              | –               | 6               |
| 1956/57 | Heerenveen      | Nederland | Tweede divisie             | –               | 5               |
| 1957/58 | Heerenveen      | Nederland | Tweede divisie             | –               | 3               |
| 1958/59 | Heerenveen      | Nederland | Tweede divisie             | –               | 1               |
| 1959/60 | Heerenveen      | Nederland | Tweede divisie             | –               | 1               |

## Interlandcarrière
Tweemaal speelde Hofma een vriendschappelijk interlandwedstrijd met het Nederlands elftal, respectievelijk op 8 en 11 juni 1950; eerst tegen Zweden en daarna tegen Finland. Beide wedstrijden resulteerden in een 4-1 verlies.
| Interlands van Germ Hofma    | Interlands van Germ Hofma    | Interlands van Germ Hofma    | Interlands van Germ Hofma    | Interlands van Germ Hofma    | Interlands van Germ Hofma    |
| №                            | Datum                        | Wedstrijd                    | Uitslag                      | Soort Wedstrijd              | Doelpunten                   |
| Als speler bij VV Heerenveen | Als speler bij VV Heerenveen | Als speler bij VV Heerenveen | Als speler bij VV Heerenveen | Als speler bij VV Heerenveen | Als speler bij VV Heerenveen |
| ---------------------------- | ---------------------------- | ---------------------------- | ---------------------------- | ---------------------------- | ---------------------------- |
| 1.                           | 8 juni 1950                  | Zweden – Nederland           | 4 – 1                        | Vriendschappelijk            | 0                            |
| 2.                           | 11 juni 1950                 | Finland – Nederland          | 4 – 1                        | Vriendschappelijk            | 0                            |

## Trivia
- Naast het voetbal was Hofma ook actief als kortebaanschaatser in Friese wedstrijden.[3]
- Na het overlijden van Jampie Kuneman (april 2018) was Hofma de oudste nog levende oud-international van Oranje, na zijn overlijden werd dit stokje overgenomen door Kees Rijvers.